# 明史紀事本末
《明史紀事本末》，清代谷應泰（1620年－1690年）著，紀錄明朝歷史的紀事本末體史書。

## 歷史沿革
順治十三年（1656年）谷應泰官至浙江學政，於其間編撰此書，這本書是在官修《明史稿》、《明史》之前完成，屬於私人著述。大量參考張岱《石匱書》、談遷《國榷》、高岱《鸿猷录》、范景文《昭代武功编》、蔣棻《明史紀事》等私家著作，又廣納博採，聘有張岱、徐倬、張子壇等參與編撰，至順治十五年（1658年）冬成書，並請國史院大學士傅以禮作序。十七年即遭到御史董文驥的弹劾，清世祖（顺治皇帝）在南苑召见董文骥，並下令检核原书，之后只赏董两杯剩茶略示鼓励，对谷则置而不问；但康熙即位后，却切责董无事生非，谷被弹劾之事最终不了了之。
乾隆登基之前曾读过《明史纪事本末》，还对其行文颇为赞赏，但是到了乾隆五十一年（1786年），看了编辑《四库全书》的人进呈的抄件后，对其中关于山海关战役的描述不满，认为谷夸大了吴三桂的作用和功劳，还诏令军机大臣“将书中一节，重行改正，以昭正论信史。”
書中記載始於元至正十二年（1352年）朱元璋起兵，迄於明崇禎十七年（1644年）李自成入北京。選定八十個歷史事件或專題，按時間順序排列，記述其事件始末，每卷多則數千百萬言。並附有作者“谷應泰曰”的史論，採駢偶文體。此書詳於政治，略於經濟、文化、制度，對於山東唐賽兒起義、鄖陽起義、浙閩礦工起義皆有記載。其書多摭拾野紀稗乘，訛誤與疏漏之處甚多，甚至說法前後矛盾，如《江陵柄政》一文，肯定張居正之功，說他“成君德，抑近倖，嚴考成，覈名實，清郵傳，核地畝，一時治績炳然”；但在史論部分，卻說他是“傾危峭刻，忘生背死之徒”。但因成書較早，綜合多種明代史料，《四庫全書總目提要》稱：“排比纂次，詳略得中，首尾秩然，於一代事實極為淹貫。”至今仍是“明史研究不可或缺的史籍之一”。後來彭孫貽又撰《明史紀事本末補編》五卷，倪在田《續明紀事本末》，可補原書不足。